# قائمة زملاء الجمعية الملكية المنتخبين في 1997
هذه الصفحة تعرض قائمة زملاء الجمعية الملكية المُنتخبين لعام 1997.

## الزملاء
- James Scott (cardiologist) [الإنجليزية]‏
- ليو زاكس
- روبن وايس
- لورنس إيفز
- Wilson Sibbett [الإنجليزية]‏
- باول غوردون جارفيس
- Giacinto Scoles [الإنجليزية]‏
- ريتشارد موريس

## الأعضاء الأجانب
- توماس إيسنر
- والتر جيه. جهرينج [الإنجليزية]‏
- جورج أولاه
- مارتن ديفيد كروسكال